# 솔로몬소프트
솔로몬소프트는 교회용 컴퓨터 프로그램 무료 배포 사이트이다. 2010년 9월 말까지 제작된 33개 프로그램 중 오선이 등의 주요 프로그램 12개가 2010년 10월 1일 주피아로 이전되었다.

## 제공 소프트웨어
2010년 9월 말까지 솔로몬소프트에서 배포한 프로그램은 총 33개이다.
- 찬집이 - 찬양집회를 위한 프로그램 (4개 프로그램 모두 주피아로 이전)
  - KMIDI - 찬양파일인 *.kdz 파일을 만들거나 편집 할 수 있는 프로그램
  - SDX - KMIDI로 만든 파일을 자르거나 붙이기 유용한 프로그램
  - MRP - 순서지를 만들어서 곡을 연속적으로 연주 할 수 있는 프로그램
  - KDZPLAYER - kdz 파일을 연주 할 수 있는 프로그램

- 찬송이 (3개 프로그램 모두 주피아로 이전)
  - HYMNAL - 찬송가를 쉽게 반주 할 수 있는 프로그램
  - 교독문 - 교독문 프로그램
  - HYMN - 예배 순서지를 만들어서 찬송가를 연주 하거나 교독문을 볼 수 있는 프로그램

- 다장이 - 기도실 프로그램

- 교헌이 - 교인관리, 헌금관리 프로그램 (주피아로 이전)

- 도관이 - 도서관리 프로그램 (주피아로 이전)

- 포슬이 - 사진슬라이드 프로그램 (2개 프로그램 모두 주피아로 이전)
  - PSMAKE - 사진 슬라이드 파일인 [*.psl] 파일을 만드는 프로그램
  - PSVIEW - 사진 슬라이드 파일인 [*.psl] 파일 뷰어

- 성경쓰기 - 국민이 개인별로 영어 성경쓰는 프로그램

- 아로그 - 아파치 로그 분석기

- 서알이 - 서버가 변경되면 알려주는 프로그램

- 가계부 - 가계부 프로그램 (주피아로 이전)

- 오선이 - 국산 악보 프로그램 (주피아로 이전)

- 오슬이 - 오선이로 만든 악보를 슬라이드로 사용할 수 있는 프로그램

- 솔반이 - 솔로몬 반주기

- 성연이 - 성가대 연습프로그램

- 사조이 - 사진의 크기를 일괄적으로 변환하는 유틸리티

- 클린이 - 컴퓨터 최적화 프로그램

- 솔파일 - 솔로몬 파일전송 프로그램
  - SFS_T - 서버
  - SFC_T - 클라이언트
  - SFS - 서버
  - SFC - 클라이언트

- 솔슬이 - 슬라이드(*.stt) 파일을 만드는 프로그램

- 웹디비 - 인터넷과 응용 프로그램이 만난 새로운 방식의 교회에서 사용되는 관리 프로그램

- 오뷰어 - 오선이로 만든 악보를 인터넷에서 배포할 때 사용하는 ActiveX

- 가싱이 (2개 모두 주피아로 이전)
  - 가싱이 - 가사나 사진 싱크를 만드는 프로그램
  - 가싱뷰 - 가싱이로 만든 파일을 재생해 주는 프로그램

- 오선프 - 오선이로 만든 악보를 인쇄해주는 프로그램

- 오덕이 - 프로그램은 한장의 종이에 오선이로 만든 악보를 붙이는 것

- 포토샵을 위한 팁 - 포토샵 CS3에서 한글 입력시 잘 안될 때 붙여넣기해주는 프로그램